# 古泰-費舍爾
古泰-費舍爾是瑞士的城鎮，位於該國南部，由瓦萊州負責管轄，面積10.51平方公里，海拔高度1,345米，2011年人口439，九成人口信奉羅馬天主教，人口密度每平方公里42人。

## 外部連結
- 官方网站  （德文）